# Чебаненко Олександр Юрійович
Олександр Юрійович Чебаненко (нар. 20 жовтня 2000, Велика Новосілка, Донецька область, Україна) — український футболіст, півзахисник.

## Життєпис

### Ігрова кар'єра
Вихованець краматорського «Авангарду», з яким пройшов шлях від юнацького складу до гравця команди першої ліги. За юнацький (U-19) склад у всеукраїнській лізі юніорів зіграв 20 матчів (11 голів), а в дорослому футболі за основну команду та її фарм-клуб провів 30 офіційних матчів (1 гол) в усіх турнірах. Перед стартом 2021/22 сезону підписав контракт з клубом «Вовчанськ», за який до завершення року провів 6 поєдинків в другій лізі та 1 матч у кубку країни. В першій половині 2023 року виступав у аматорській команді «Лубни», а у липні того ж року підписав контракт з першоліговим футбольним клубом «Буковина» (Чернівці). Проте вже наступного місяця за обопільною згодою сторін покинув розташування чернівецького клубу, взявши участь лише в одному поєдинку кубка України, де зіграв тільки 1 тайм.

## Досягнення
Чемпіонат України серед юніорських (U-19) складів
- Срібний призер (1): 2018/19